# أرمورد كور: فور أنسر
أرمورد كور: فور أنسر هي لعبة فيديو من نوع قتال المركبات، تم تطويرها عام 2008 بواسطة فروم سوفتوير ونشرها بواسطة يوبي سوفت لأجهزة بلاي ستيشن 3 وإكس بوكس 360 .

## روابط خارجية
- الموقع الرسمي (ياباني)
- Armored Core: For Answer